# Kościół św. Michała Archanioła w Michalicach
Kościół św. Michała Archanioła w Michalicach – kościół katolicki w Parafii św. Michała Archanioła w Michalicach, w dekanacie Namysłów zachód, w archidiecezji wrocławskiej.
24 listopada 1954 roku świątynia została wpisana do rejestru zabytków województwa opolskiego, pod numerem 137/54.
Wzniesiony został w stylu barokowym w 1614 (wieża z lat 1730–1731). Drewniany, na fundamentach z kamienia granitowego. 

## Historia kościoła
W Michalicach już w XIII wieku istniał kościółek, którego jedynym śladem w nowym kościele jest gotycka ościeżnica z drzwiami w przejściu między prezbiterium a zakrystią. Najprawdopodobniej to właśnie od jego patrona – św. Michała Archanioła, pochodzi nazwa miejscowości. W miejscu dawnego kościółka w 1614 postawiono nowy, drewniany kościół. Inicjatorem i prawdopodobnie fundatorem przedsięwzięcia był proboszcz ks. Jerzy Brzóska, który przybył do Michalic w 1592 i podjął starania o budowę kościoła dla polskich parafian. Jego budowę ukończono w 1614, a architektem był cieśla Miller ze Starego Miasta (niem. Altstadt, dziś część Namysłowa). Zarówno nazwisko ks. Brzóski, jak i budowniczego Millera, można do dziś odnaleźć wyryte w kościele (proboszcza – na nadprożu drzwi wejściowych, cieśli – na słupie podtrzymującym belkowanie). Kościół w Michlicach, pod wezwaniem św. Michała Archanioła, był filią kościoła w Krzyżownicach (do 1907). W 1624 sufit ozdobiono kasetonami i polichromiami. Charakteryzują się one owalnymi polami, w których widnieją postacie świętych, papieży, biskupów, fundatora kościoła, symbole religijne oraz wielki herb koronny Polski i Litwy, pod orłem Zygmunta III Wazy. W 1647 kościół został splądrowany i zdewastowany przez protestanckie wojska szwedzkie. W ramach prac nad odbudową kościoła, w 1663 polichromiami pokryto prezbiterium, a w 1668 dobudowano zachodnią galerię i południowy przedsionek, natomiast proboszcz Andrzej Jan Janik ufundował ołtarz (informuje o tym napis na ołtarzu w języku polskim: Proboszcz Andrzej Jan Janik ten to ołtarz w dniu 22 sierpnia 1668 roku fundował). Wkrótce po tym, 21 października 1668, nastąpiło poświęcenie kościoła. W latach 1730–1731 z inicjatywy proboszcza Chocimirskiego w miejsce prowizorycznej wieży zbudowano nową, która przetrwała do dziś. Następnie, w 1736, dobudowano galerię północną. Z tego samego roku pochodzą istniejące do naszych czasów organy. W 1738 w całym kościele wymieniono okna. Od 1879 prowadzono prace polegające na renowacji malowideł ściennych i stropowych, jednak w wyniku tych działań wiele z polichromii uległo zmianie. Prace renowacyjne podjęte w 1914 w celu przywrócenia pierwotnego stanu, prowadzone przez prof. Józefa Langera, ukończono w 1918 (ale już pod nadzorem prof. Adolfa Bachera – prof. Langer zmarł). Kolejna poprawa i renowacja malowideł podjęta została w 1937 przez Heinricha Schneidera. W ostatnich latach, proboszcz Stefan Dombaj przeprowadził konserwację polichromii, ponadto zainstalowano zabezpieczenia przeciwpożarowe. W latach 2003–2004 przeprowadzono inwentaryzację zabytków kościoła, przy zastosowaniu najnowszej metody w Polsce – skanowania laserowego 3D i barwnego ortofotoplanu. W lutym 2010r został odnowiony ołtarz główny (w tym figura sw.Michała),dwa tygodnie później została zamontowana odnowiona ambona schodkowa.

## Architektura

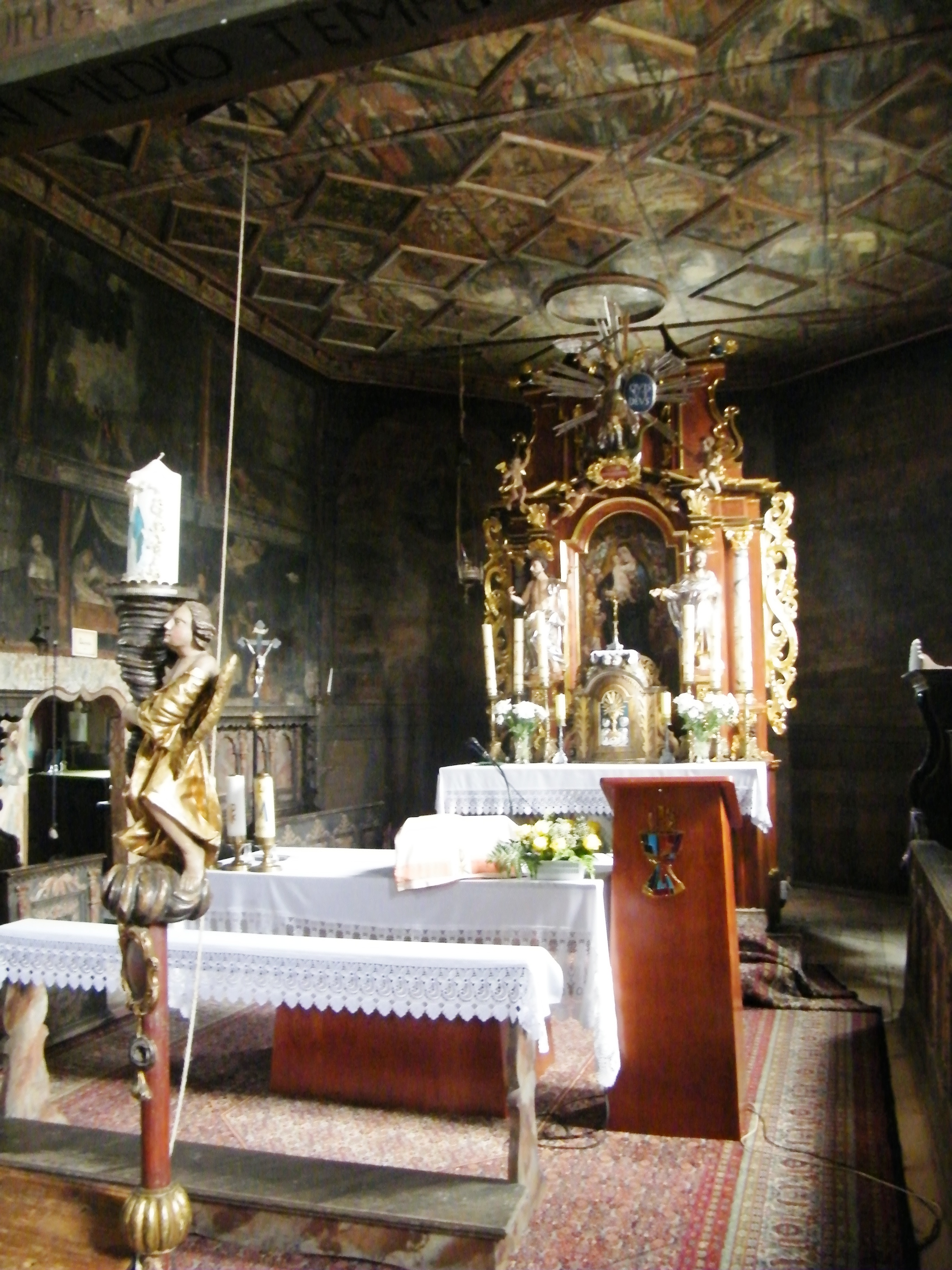
Wnętrze świątyni

Kościół jest orientowany, usytuowany na niewielkim wzniesieniu, jednonawowy, o konstrukcji zrębowej (wieńcowej). Fundamenty z granitu na zaprawie wapiennej. Ściany kościoła wykonane są z belek ciosanych o konstrukcji wieńcowej bez ostatków. Dach drewniany trójstolcowy pokryty gontem. Wieża drewniana, na podstawie kwadratu. Kościół w Michalicach swoim wyglądem wyraźnie różni się od pozostałych kościółków drewnianych ziemi namysłowskiej i okolic (które charakteryzowały się naleciałościami pruskimi), związane jest to z jego polskim charakterem. 

## Czasy obecne
Kościół w Michalicach znajduje się na szlaku drewnianych kościółków ziemi namysłowskiej. Stanowi jeden z najcenniejszych obiektów w okolicy. Jest zadbany i otoczony drzewami, góruje nad brzegami Zalewu w Michalicach. W nocy jest oświetlony. Parafii podlegają kościoły filialne: w Baldwinowicach, pw. Trójcy Świętej; w Krzykowie, pw. Chrystusa Miłosiernego; w Objaździe, pw. Przenajświętszej Krwi Chrystusa oraz cmentarze w Michalicach i Baldwinowicach.